# Erion Veliaj

Erion Veliaj (2015)

Erion Veliaj (* 17. Dezember 1979 in Tirana) ist ein albanischer Politiker (PS). Er ist Mitglied im Parteivorstand der Sozialistischen Partei Albaniens und seit 2015 Bürgermeister der Gemeinde Tirana.

## Leben
Veliaj machte seinen Bachelor in Politikwissenschaften an der Grand Valley State University in Michigan in den Vereinigten Staaten. Darauf absolvierte er seinen Master im Vereinigten Königreich an der University of Sussex im Fachbereich Europäische Integration. Im Jahr 2003 gründete Veliaj die Bürgerbewegung MJAFT!, eine Nichtregierungsorganisation, die verschiedene Strömungen des Aktionismus und Protestbewegungen der albanischen Jugend vereinte. Die Vereinten Nationen zeichneten ihn 2004 für sein Engagement in der Zivilgesellschaft aus.

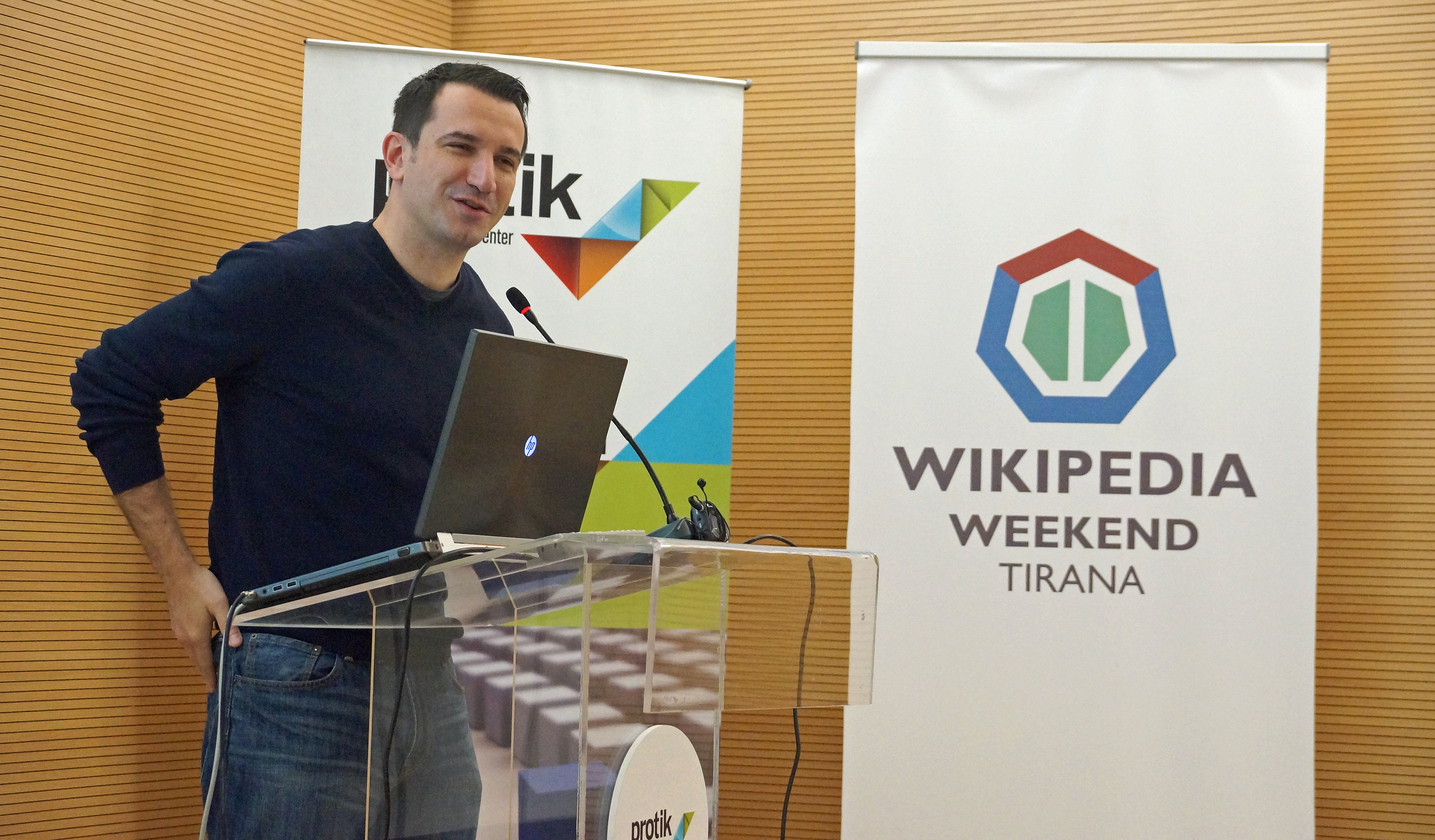
Veliaj bei einer Rede beim Wikipedia Weekend Tirana 2015

Seit dem Jahr 2011 ist Veliaj Mitglied im Parteivorstand der Sozialistischen Partei Albaniens, zuerst als Parteisekretär für Emigration und Jugend. Bei der Parlamentswahl vom 23. Juni 2013 wurde Veliaj als Abgeordneter des Kreises Gjirokastra gewählt. Mitte September wurde er im Kabinett Rama I Minister für Jugend und Soziales. 2015 trat er von diesem Posten zurück, da er als Kandidat für das Bürgermeisteramt von Tirana antrat. Bei den Kommunalwahlen im Juni 2015 errang er einen deutlichen Sieg. Ende Juli 2015 übernahm er das Bürgermeisteramt.
Anfang Februar 2025 wurde Veliaj von der albanischen Sonderstaatsanwaltschaft für Korruptionsbekämpfung (SPAK) wegen verschiedener Anklagepunkte festgenommen.

## Privates
Veliaj stammt aus einer atheistischen Familie von Militärs und wurde durch den Kontakt zu amerikanischen Missionaren Protestant. Veliaj spricht fließend Englisch und Italienisch, außerdem verfügt er über Kenntnisse der deutschen und französischen Sprache.